# Lijst van universiteiten in Zweden
Dit is een lijst van universiteiten in Zweden.
- Universiteit van Uppsala - Uppsala
- Universiteit van Lund - Lund
- Universiteit van Stockholm - Stockholm
- Universiteit van Göteborg - Göteborg
- Universiteit van Linköping - Linköping
- Universiteit van Umeå - Umeå)
- Universiteit van Växjö - Växjö
- Koninklijke Technische Universiteit - Stockholm
- Midden Zweden Universiteit - Östersund
- Technische Universiteit Chalmers – Göteborg
- Technische Universiteit van Lund - Lund
- Technische Universiteit van Luleå - Luleå
- Technische Universiteit van Umeå - Umeå)
- Universiteit van Örebro - Örebro